# Мелгасу
Мелгасу (порт. Melgaço; [mɛɫ'gasu]) — посёлок городского типа в Португалии, центр одноимённого муниципалитета в составе округа Виана-ду-Каштелу. По старому административному делению входил в провинцию Минью. Входит в экономико-статистический субрегион Минью-Лима, который входит в Северный регион. Численность населения — 1,3 тыс. жителей (посёлок), 10 тыс. жителей (муниципалитет). Занимает площадь 239,04 км².
Покровителем посёлка считается Дева Мария.

## Расположение
Поселок расположен в 66 км на северо-восток от адм. центра округа города Виана-ду-Каштелу на левом берегу реки Минью.
Муниципалитет граничит:
- на севере — Испания
- на востоке — Испания
- на юго-западе — муниципалитет Аркуш-де-Валдевеш
- на западе — муниципалитет Монсан

## История
Посёлок основан в 1181 году.

## Население
| Численность населения муниципалитета по годам | Численность населения муниципалитета по годам | Численность населения муниципалитета по годам | Численность населения муниципалитета по годам | Численность населения муниципалитета по годам | Численность населения муниципалитета по годам | Численность населения муниципалитета по годам | Численность населения муниципалитета по годам | Численность населения муниципалитета по годам |
| --------------------------------------------- | --------------------------------------------- | --------------------------------------------- | --------------------------------------------- | --------------------------------------------- | --------------------------------------------- | --------------------------------------------- | --------------------------------------------- | --------------------------------------------- |
| 1801                                          | 1849                                          | 1900                                          | 1930                                          | 1960                                          | 1981                                          | 1991                                          | 2001                                          | 2004                                          |
| 5141                                          | 7960                                          | 15 558                                        | 15 759                                        | 18 211                                        | 13 246                                        | 11 018                                        | 9996                                          | 9739                                          |

## Транспорт
- Автострады N202, N301

## Состав муниципалитета
В муниципалитет входят следующие районы:
| - Алвареду - Каштру-Лаборейру - Шавиайнш - Коссу - Криштовал - Кубальян - Фиайнш - Гаве - Ламаш-де-Мору | - Падерне - Парада-ду-Монте - Пасуш - Пенсу - Праду - Ремоайнш - Россаш - Сан-Пайю - Вила |